# Фуџиморизам
Фуџиморизам (шп. Fujimorismo) представља политичку идеологију бившег председника Перуа Алберта Фуџиморија, као и култ личности изграђен око њега, његове политике и његове породице. Идеологија је дефинисана подршком друштвеном конзервативизму и неолибералној економији, као и противљењем политичкој левици и демократском либерализму.
Тренутно су Албертова деца Кеико Фуџимори и Кенџи Фуџимори постигли политички искорак у Перуу, а Кеикина странка Народна снага, контролисала је већи део Конгреса Републике Перу од 2016. до 2020. године кроз систем који је изадио њен отац.

## Историја

### 1990-те
Недостатак стабилног политичко-партијског система у Перуу, као и у другим земљама Латинске Америке, много пута је довело до појаве снажних политичких личности без јасних идеолошких опредељења.  У Перуу 1980-их, „изненађујући“ избор Фуџиморија 1990. године за председникову функцију довео је до уставне кризе 1992. године, праћене „ванредним мерама“ тобоже усмереним против "домаћих терориста". Након кризе 1992. године, Фуџимори и његове присталице направили су нови Устав Перуа који се користи и данас. Овај устав ће касније доћи у корист деци Алберта Фуџиморија.

### 2000-те
Фуџимори је побегао у Јапан када се 2000. године суочио са оптужбама за корупцију. По доласку у Јапан покушао је факсом поднети оставку на место председника, али Конгрес Републике одбио је његову оставку, јер су имали у плану да га опозову и тако уклоне са функције. У децембру 2007. године, Фуџимори је осуђен због наређивања илегалних претреса и заплена и осуђен на шест година затвора. Врховни суд потврдио је одлуку по његовој жалби. У априлу 2009. Фуxимори је осуђен због кршења људских права на 25 година затвора због улоге у убиствима и отмицама од стране одреда смрти Групо Колина током битке његове владе против левичарске гериле деведесетих година.

### 2010-те
Након Фуџимориевог пада с власти, самоизгонства у Јапан, изручења натраг у Перу и каснијег суђења и затвора, појавиле су се политичке странке које су наставиле да проглашавају да следе наслеђе Алберта Фујиморија. Најистакнутија од ових група која је настала након Албертове пропасти је Народна снага, политичка странка коју води ћерка бившег председника Кеико Фуџимори, председнички кандидат 2011. и поново 2016. године.
Као резултат општих избора у Перуу 2016. године, Кеико Фуџимори је изгубила председничку трку, иако је њена странка добила контролу над конгресом, док је економиста Педро Пабло Кучински победио председничку трку. Убрзо након избора, фуџимористи су одмах почели да политичку нападају председника Кучинског, започињући два поступка за опозив против председника; неуспели покушај 2017. и још један покушај 2018.
Убрзо након што прво гласање о опозиву није успело, председник Кучински помиловао је Алберта Фуџиморија, наводећи Фуџиморијево здравље и године као главни разлог његовог помиловања. Недуго пре него што је требало да се одржи друго гласање, Кенџи Фујимори - који је тада још увек био део сестрине странке Народна снага, откривено је да је умешан у скандал Кенџивидеос где је виђен како покушава да купи гласове у корист председника Кучинског како би онемогућио председников опозив. Као резултат скандала, председник Кучински је поднео оставку.
Након овог низа догађаја, први потпредседник Мартин Визкара изабран је за председника од стране већински фуџимористичког конгреса. Током инаугурације, неки Перуанци изашли су на улице протестујући против владе позивајући на уклањање свих политичара. Други су изјавили да су напади на председника Кучинског били завера фуџимориста да још једном стекну контролу над политичким системом Перуа. Убрзо након ступања на дужност, председник Визкара је покушао да сузбије корупцију у Перуу, предлажући референдум око законодавне власти у земљи и финансирања избора 28. јула 2018. Дана 3. октобра 2018. године, перуански суд је укинуо помиловање Алберта Фуџиморија, а недељу дана касније, 10. октобра 2018. године, полиција је привела Кеико Фуџимори у оквиру истраге око скандала Одебрехт и оптужби за прање новца око њене председничке кампање 2011. године.
Током њихове већине у конгресу, фуџимористи су стекли репутацију чврстих опструкциониста због блокирања иницијатива популарних код Перуанаца чији је циљ сузбијање раширене корупције у држави, према Асошијетед пресу.

## Идеологија
Фуџиморизам карактерише његов друштвени конзервативизам, као и снажно противљење групама левице и крајње левице које се идентификују са социјалистичким и марксистичким милитаризмом. Основни темељи режима били су чврсти антикомунизам, снажне антитерористичке акције, слободна тржишна политика и занемаривање политичких институција. У погледу процеса одлучивања, логика затвореног и изолованог одлучивања на врху постала је главна карактеристика фуџимориста. Фуџиморизам се економски сматра неолибералним јер је минимизирао улогу државних функција кроз приватизацију јавних предузећа и потписивањем уговора са међународном корпорацијама као подршка страним улагањима у велике секторе.